# Footlights and Fakers
Footlights and Fakers è un cortometraggio muto del 1917 diretto da Lawrence Semon (Larry Semon).

## Produzione
Il film fu prodotto dalla Vitagraph Company of America.

## Distribuzione
Distribuito dalla Greater Vitagraph (V-L-S-E), il film - un cortometraggio in una bobina - uscì nelle sale cinematografiche statunitensi il 12 marzo 1917. Ne venne fatta una riedizione che fu distribuita sul mercato americano l'8 dicembre 1920.
Non si conoscono copie ancora esistenti della pellicola che viene considerata presumibilmente perduta.